# Vilém II. z Ponthieu
Vilém II. z Ponthieu (francouzsky Guillaume II Talvas, po 1178 – 4. října 1221) byl hrabě z Ponthieu a účastník křížové výpravy proti katarům.
Narodil se jako jediný syn Jana z Ponthieu a Beatrix ze Saint-Pol a po otcově smrti u Akkonu roku 1191 převzal dědictví v podobě hrabství. 20. srpna 1195 se oženil s Adélou, sestrou francouzského krále Filipa II. Nevěsta byla starší než ženich, mládi strávila na anglickém dvoře marným čekáním na plánovaný sňatek s Richardem Lví srdce a údajně byla milenkou krále Jindřicha II.
Vilém pokračoval v rodinné křižácké tradici a roku 1210 se na kruciátě směřované na francouzský jih podílel na obléhání katarského hradu Termes. Zemřel v říjnu roku 1221 a byl pohřben v cisterciáckém klášteře Valloires, nekropoli hrabat z Ponthieu.